# Jacques-Guy Lentaigne de Logivière
Jacques-Guy Lentaigne de Logivière, né à Caen le 28 février 1769 et décédé le 2 février 1839 à Soliers, est un homme politique français. Il est maire de Caen du 28 février 1806 au 30 janvier 1816.

## Biographie
Jacques-Guy Lentaigne de Logivière est né à Caen, paroisse Saint-Sauveur, le 28 février 1769, fils de Pierre Jean François Lentaigne, sieur de Logivière, et de Marie Anne Angélique Thérèse Le Hot du Férage. Il est apparenté avec Benjamin Lentaigne, dont son père est un cousin issu de germain.
Issu d'une lignée de receveurs des Tailles, il fait des études dans la finance et l'administration. Il est ensuite placé à Paris à la veille de la Révolution chez un parent, Pierre-Etienne Oursin de Montchevrel, receveur général des finances de l'élection de Caen. Il revient à Caen le 9 août 1789.
Il reste dans sa famille jusqu'en août 1793 où il est appelé sous les drapeaux par la réquisition du 23 août 1793. Il est incorporé comme fusilier au sein de la 6e compagnie du 1er bataillon du district de Caen. Il rejoint ensuite, comme volontaire, le 8e bataillon de Paris alors stationné à Arras ; on l'affecte à l'intendance. Il suit la progression de son bataillon, fin mars 1795, il est affecté aux hôpitaux militaires comme commis aux écritures en poste à Amsterdam.
En août 1795, il quitte Amsterdam pour Bruxelles puis il est affecté à Alençon. Il devient chef de correspondance des hôpitaux militaires de l'armée de l'océan. Il est licencié de l'armée le 6 décembre 1796, il revient chez ses parents à Caen.
Le 6 floréal an VIII (26 avril 1800), il est nommé maire-adjoint de Caen puis entre au collège du département à partir de l'an X pour le canton de Caen-sud. Il est nommé maire par un décret impérial du 25 février 1806 en remplacement de Jean-Baptiste Daigremont Saint-Manvieux, nommé au corps législatif.
Il est remplacé à son poste le 30 janvier 1816 par Augustin Le Forestier, comte de Vendeuvre.
Il se retire à Soliers où il est nommé maire le 26 août 1823 jusqu'au 23 octobre 1831. Il est ensuite simple conseiller municipal jusqu'à sa mort.
Réputé pour sa rigueur financière, il est nommé administrateur des hospices de Caen en 1830, jusqu'à sa mort, en 1839.
Il décède le 2 février 1839 à Soliers.

### Action municipale
Il est nommé maire le 28 février 1806, soutenu par le préfet Caffarelli car « depuis 6 ans, [il] se livre avec zèle le plus soutenu à ses fonctions pénibles et, qui réunit à beaucoup de capacité, une moralité héréditaire reconnue ».
C'est sous son mandat que sont créés la bibliothèque et le musée des beaux-arts de Caen. En mai 1807, le conseil municipal décide de séparer l'ancienne église du séminaire des Eudistes dans le sens de la hauteur par un plancher et en installant les livres dans sa partie supérieure pour créer la bibliothèque. Elle est inaugurée le 3 décembre 1809. Après avoir constaté qu'il n'existait pas de plan des rues de la ville, il passe un traité le 20 mai 1808 pour « le dressement d'un plan géométrique de la ville ».
Le 3 janvier 1809, le conseil municipal émet le vœu d'acheter par la ville les terrains le long de l'Orne afin d'y faire des plantations et une promenade. Le 27 octobre 1809, la promenade à droite de l'Orne prend le nom de Montalivet. Sur l'autre rive, le premier arbre est planté par le préfet Caffarelli. Plus tard, la promenade prend le nom du préfet.
Il est invité le 2 avril 1810 au mariage de l'empereur Napoléon Ier avec qui il entretient de bonnes relations. Celles-ci lui permettent de faire venir à Caen Napoléon et Marie-Louise du 22 au 26 mai 1811. Après le visite de l'Empereur et de l'impératrice, il est convié au baptême du prince impérial, à Paris le 9 juin 1811, et nommé chevalier de la Légion d'honneur.
Il est confronté, avec le préfet Alexandre Méchin, aux émeutes de 1812, provoquées par la pénurie de blé, à la suite desquelles plusieurs caennais sont condamnés. Son mandat de maire est renouvelé par décret impérial du 25 mars 1813. Le 24 août 1813, il reçoit à Caen, à nouveau l'impératrice Marie-Louise, en route vers Cherbourg.
Il se rallie à la Restauration en avril 1814. Du 16 au 18 avril 1814, il reçoit à Caen le duc de Berry, débarqué de Jersey à Granville.
Il est reçu aux Tuileries le 12 mai 1814, avec une délégation du conseil municipal, par le Roi Louis XVIII.
Lors des Cent-Jours, il continue ses fonctions malgré des relations difficiles avec le préfet, le régicide Joseph Etienne Richard.
Avec la chute définitive de l'Empire, après Waterloo, la ville de Caen se rallie à nouveau aux Bourbons et il a à résister à l'occupation prussienne et aux réquisitions concomitantes .
Le conseil municipal le félicite lors d'une délibération municipale du 10 juillet 1815 d'être parvenu à éviter tout trouble dans ces circonstances. Cela ne l'empêche pas d'être révoqué par le nouveau préfet, Ferdinand de Bertier, le 31 janvier 1816 pour « opinions bonapartistes ».

### Mariage et descendance
Il épouse à Caen le 19 juillet 1797, civilement et religieusement par un « prêtre non jureur », Marie-Élisabeth du Bisson (Caen, paroisse Saint-Pierre, 5 août 1771 - Caen, 6 octobre 1846), fille de François Laurent du Bisson, marchand drapier, échevin de Caen, et de Marie Ygouf.
Elle était une cousine de Frédéric du Bisson, père de Raoul du Bisson. Tous deux ont quatre enfants :
- enfant anonyme, né et mort à Caen le 8 août 1798 ;
- Marie Mélanie de Lentaigne de Logivière (Caen, 27 février 1800 - Caen, 5 mai 1878), mariée à Caen en 1822 avec Victor Le Jolis de Villiers, conseiller à la Cour royale de Caen, chevalier de la légion d'honneur (1790-1847), fils de François Alexandre Léonor Le Jolis de Villiers, député et maire de Saint-Lô, puis en 1850 avec Charles Doynel , marquis de Montécot (1786-1863), sans descendance des deux mariages ;
- Cyrille François de Lentaigne de Logivière, avocat (Caen, 18 juillet 1803 - Saint Germain de Livet, 10 septembre 1829), marié en 1827 avec Félicité Désirée de Chaumontel (1804-1863), dont postérité ;
- Edouard François Etienne de Lentaigne de Logivière (Caen, 16 mai 1805 - Caen, 27 janvier 1815).